# Karl Ludwig Wilhelm von Grolman
Karl Ludwig Wilhelm Grolman, seit 1812 von Grolman, (* 23. Juli 1775 in Gießen, Landgrafschaft Hessen-Darmstadt; † 14. Februar 1829 in Darmstadt) war ein hessischer Jurist und Ministerpräsident des Großherzogtums Hessen.

## Herkunft und Ausbildung
Grolmans Eltern waren der hessische Geheimrat Adolf Ludwig Grolman (1722–1795) und seine Frau, Anna Sophie, geborene von Rauen (1744–1827). Grolman immatrikulierte sich am 25. September 1791 als Student der Rechtswissenschaft an der Universität Gießen. Später wechselte er an die Friedrich-Alexander-Universität Erlangen. In Gießen wurde er Mitglied des Harmonistenordens und des Corps Franconia (1792). Grolman promovierte 1795 an der Universität Gießen.

## Karriere
1798 wurde er in Gießen außerordentlicher Professor und 1800 ordentlicher Professor für Rechtswissenschaft.
Als die Landgrafschaft Hessen-Darmstadt 1803 im Zuge der Auflösung des Alten Reichs eine erste Charge neuer Territorien erhielt, wurde es zur dringenden Aufgabe, die alten und neuen Territorien zu integrieren. Mitglied der dazu eingerichteten Gesetzgebungskommission war auch Grolman. 1804 wurde er Richter am Oberappellationsgericht Darmstadt, 1808 erhielt er die dritte ordentliche Rechtsprofessur an der Landesuniversität in Gießen. Ebenfalls 1808 erklärte Großherzog Ludewig I. den Code Napoléon in seinem Großherzogtum einführen zu wollen. Grolman bildete zusammen mit Heinrich Karl Jaup eine Kommission, die bewerten sollte, wie das praktisch umgesetzt werden könne. Sie vertraten die Auffassung, den Code Civil komplett zu übernehmen, zuvor aber die Rechtsverhältnisse anzupassen, damit das funktioniere. Dazu beteiligten sie sich an der Gießener Konferenz. Das Projekt scheiterte aber an politischen Widerständen und dem Untergang Napoleon Bonapartes. Von 1810 bis 1812 amtierte Grolman als Rektor der Universität, von 1815 bis 1820 als Universitätskanzler. Seit 1816 war er Vorsitzender der Gesetzgebungskommission des Großherzogtums Hessen. Er war wesentlich am Entwurf der Verfassung vom 18. März 1820 und der überarbeiteten, dann endgültig angenommenen Verfassung des Großherzogtums Hessen vom 17. Dezember 1820 beteiligt, ebenso daran, die rechtlichen Grundlagen der Trennung von Rechtsprechung und Verwaltung im Großherzogtum Hessen 1821 zu schaffen. 1818 wurde er erster Präsident des Provisorischen Kassations- und Revisionsgerichtshof für die Provinz Rheinhessen mit Sitz in Darmstadt. Seit 1819 war er Mitglied des Staatsministeriums und löste faktisch den schwer erkrankten Friedrich August von Lichtenberg ab, der noch im gleichen Jahr starb. Seit 1820 trug Grolman auch den Titel „Staatsminister“, war für die Bereiche des Innern und der Justiz zuständig, fungierte tatsächlich aber auch als Chef-Minister. Dem trug die formale Ernennung zum Präsidenten des Gesamt-Ministeriums (Ministerpräsident) 1821 Rechnung. 1823 wurde er zusätzlich Präsident des Staatsrats.

## Ehrungen
1801 erhielt er den Titel Geheimrat, 1819 den Titel eines Wirklichen Geheimen Rats und 1812 wurde er geadelt.

## Wissenswert
Zeitlebens galt er als guter Freund, aber wissenschaftlicher Kontrahent Paul von Feuerbachs, da Grolman die Theorie des psychologischen Zwanges im Strafrecht ablehnte.

## Familie
Er heiratete am 1. April 1798 Emilie Katharina Maria Sophie van de Wall (1775–1828). Das Paar hatte fünf Söhne und fünf Töchter, von denen zwei Söhne und eine Tochter jung starben.
- August von Grolman (1805–1848), Professor der Rechte in Gießen
- Eduard von Grolman (1812–1890), Großherzoglich hessischer Generalleutnant und Kriegsminister
- Wilhelmine ⚭ Friedrich Christian Gustav von Hombergk zu Vach (1791–1858), Präsident des Hofgerichts Darmstadt

## Werke

### Herausgeberschaft
- Bibliothek für die peinliche Rechtswissenschaft und Gesetzeskunde, Herborn, Göttingen, Gießen, 1798ff.
- Magazin für Philosophie (und Geschichte) des Rechts und der Gesetzgebung, Gießen, Darmstadt, 1798–1807.
- Journal für Aufklärung über die Rechte und Pflichten des Bürgers, Hadam. 1799.

### Eigene Werke
- De Donatione Propter Nvptias Romana Et Praecipve De Eivs Effectibvs. Dissertatio Inavgvralis Ivridica. Gvil. Bravn, Acad. Typogr, Giessae 1795.
- Versuch eines Entwurfes der rechtlichen Natur des Ausspielgeschäfts, 1797.
- Grundsätze der Criminalrechts-Wissenschaft nebst einer systematischen Darstellung des Geistes der deutschen Criminalgesetze. Heyer, Gießen 1798, 4. Aufl. 1825.
  - Neudr. d. Ausg. Gießen 1798. Auvermann, Glashütten im Taunus 1970.
  - Nachdr. der 4., verb. Aufl. Gießen. Heyer, 1825 = Bibliothek des deutschen Strafrechts: Meister der Moderne; 30. Goldbach: Keip, 1996. ISBN 3-8051-0366-2.
- Ueber die Begründung des Strafrechts und der Strafgesetzgebung nebst Entwurf der Lehre von dem Maßstabe der Strafen und der juridischen Imputation. Heyer, Gießen 1799.
  - Neudr. d. Ausg. Gießen 1799. Sauer u. Auvermann, Frankfurt a. M. 1968.
- Ausführliches Handbuch über den Code Napoleon: Zum Gebrauche wissenschaftlich gebildeter deutscher Geschäftsmänner entworfen. Heyer, Gießen 1810–12, Volltext online. In: Digitale Sammlung Privatrecht des Max-Planck-Institut für europäische Rechtsgeschichte (MPIER), Frankfurt am Main 2002.
- Ueber olographische und mystische Testamente. Heyer, Gießen 1814.
- Theorie des gerichtlichen Verfahrens in bürgerlichen Rechtsstreitigkeiten, nach gemeinem deutschen Rechte entworfen. Heyer, Gießen, 1. Aufl. 1800; 2. Aufl. 1803; 3. Auflage 1810; 4. Aufl. 1819; 5. Aufl. 1826.